# Georg Harig
Georg Harig (* 5. Februar 1935 in Leningrad; † 6. August 1989 in Berlin) war ein deutscher Medizinhistoriker.

## Leben
Georg Harig wurde als Sohn des Physikers und Kommunisten Gerhard Harig in dessen Exil in Leningrad geboren. 1948 kehrte er mit der Mutter nach Deutschland in die sowjetische Besatzungszone zurück. Er lernte an der Thomasschule zu Leipzig und legte 1953 sein Abitur ab. Anschließend begann er mit dem Studium der Medizin an der Karl-Marx-Universität Leipzig. 1955 wechselte er an die Humboldt-Universität zu Berlin, wo er sein Studium 1958 mit dem Staatsexamen beendete. Im Mai des folgenden Jahres erfolgte Harigs Promotion bei Theodor Brugsch und Louis-Heinz Kettler zum Thema Zur medizinischen Analyse der hippokratischen Schrift De aere locis.

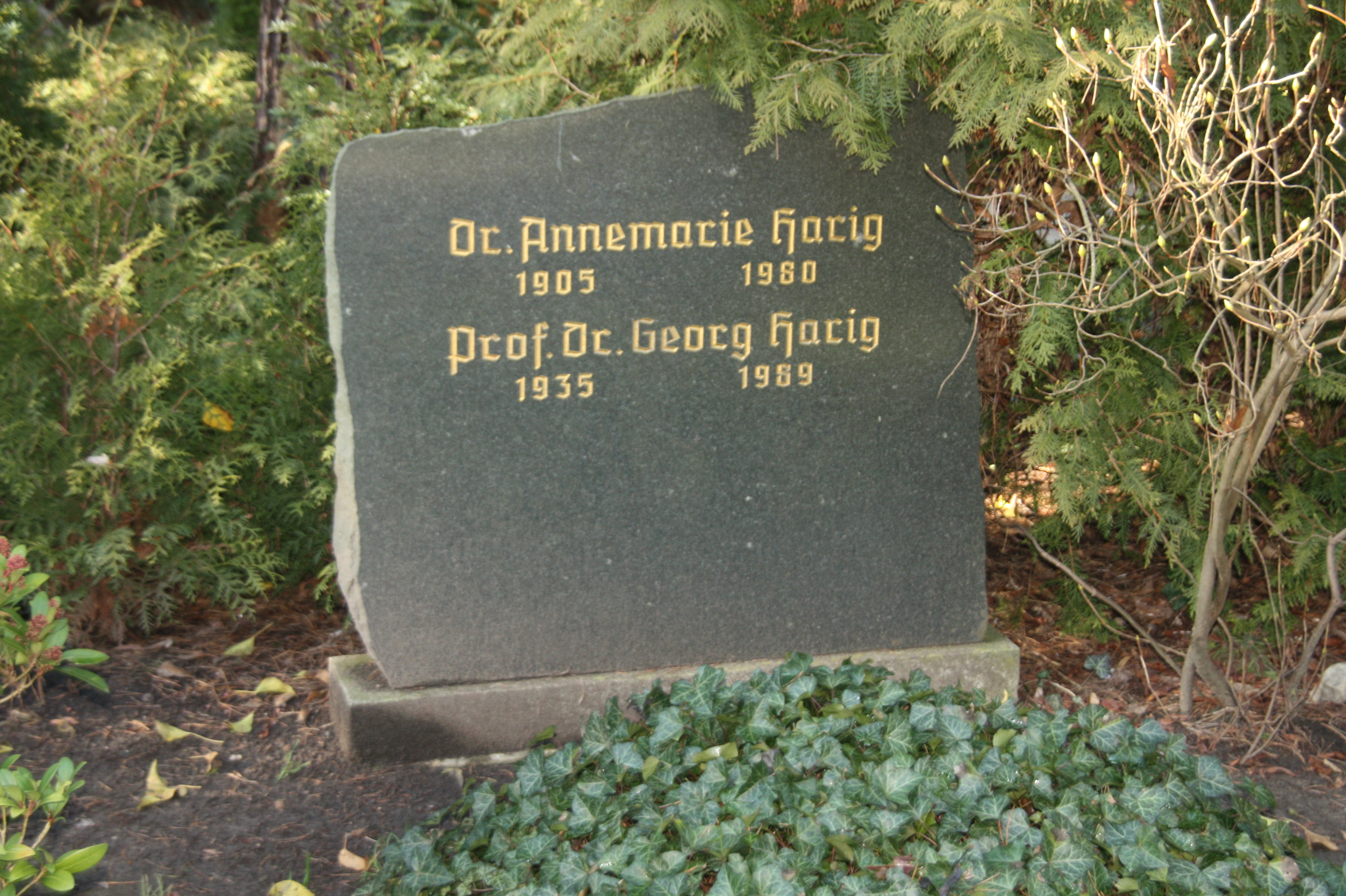
Grab auf dem Waldfriedhof Kleinmachnow

Zwischen 1960 und 1964 war Harig überwiegend klinisch, vor allem internistisch, tätig, obwohl bereits damals seine Affinität zur Medizingeschichte deutlich war. 1965 wurde Harig dann auch wissenschaftlicher Assistent am Institut für die Geschichte der Medizin und der Naturwissenschaften an der Humboldt-Universität. Im November 1970 erlangte er die Facultas Docendi für Geschichte der Medizin, im Juni des folgenden Jahres habilitierte (Promotion B) er sich bei Dietrich Tutzke, Louis-Heinz Kettler und Johannes Irmscher zum Thema Bestimmung der Intensität im medizinischen System Galens. Ein Beitrag zur theoretischen Pharmakologie, Nosologie und Therapie in der Galenischen Medizin. Noch im selben Jahr wurde er Oberarzt, 1978 Hochschuldozent und 1985 ordentlicher Professor für die Geschichte der Medizin und zunächst kommissarischer, später ordentlicher Direktor des Instituts an der HUB. Sein wissenschaftliches Hauptinteresse galt auch weiterhin dem Werk des antiken Mediziners Galen.
1989 erlag er einem Krebsleiden. Sein Grab befindet sich auf dem Waldfriedhof Kleinmachnow. Seine Ehefrau war die Altphilologin und Medizinhistorikerin Jutta Kollesch.

## Veröffentlichungen (Auswahl)
- Die Galenschrift „De simplicium medicamentorum temperamentis ac facultatibus“ und die „Collectiones medicae“ des Oreibasius. In: NTM Schriftenreihe für Geschichte der Naturwissenschaften, Technik und Medizin. Band 3, 1966, Heft 7, S. 3–26.
- Von den arabischen Quellen des Simeon Seth. In: Medizinhistorisches Journal, Band 2, 1967, S. 248–268.
- Antike Medizin. In: Alexander Mette, Irena Winter (Hrsg.): Geschichte der Medizin. Einführung in ihre Grundzüge. Berlin 1968, S. 41–114.
- Verhältnis zwischen den Primär- und Sekundärqualitäten in der theoretischen Pharmakologie Galens. In: NTM Schriftenreihe für Geschichte der Naturwissenschaften, Technik und Medizin, Band 10, 1973, Nr. 1, S. 64–81.
- Bestimmung der Intensität im medizinischen System Galens. Ein Beitrag zur theoretischen Pharmakologie, Nosologie und Therapie in der Galenischen Medizin (= Akademie der Wissenschaften der DDR, Zentralinstitut für Alte Geschichte und Archäologie, Schriften zur Geschichte und Kultur der Antike. Band 11). Akademie-Verlag, Berlin 1974 [Medizinische Habilitationsschrift Berlin 1971]
- Zum Problem „Krankenhaus“ in der Antike. In: Klio. Band 53, 1971, S. 179–195.
- mit Jutta Kollesch: Gesellschaftliche Aspekte der antiken Diätetik. In: NTM Schriftenreihe für Geschichte der Naturwissenschaften, Technik und Medizin. Band 8, 1971, Heft 2, S. 14–23.
- Der Begriff der lauen Wärme in der theoretischen Pharmakologie Galens. Beziehungen zwischen Medizin und Mathematik in der Antike. In: NTM Schriftenreihe für Geschichte der Naturwissenschaften, Technik und Medizin. Band 13, 1976, Nr. 2, S. 70–76.
- Die antike Auffassung vom Gift und der Tod des Mithridates. In: NTM Schriftenreihe für Geschichte der Naturwissenschaften, Technik und Medizin. Band 14, 1977, S. 104–112.
- Geschichte der Medizin (Mitautor; Hrsg.: Dietrich Tutzke). Verlag Volk und Gesundheit, Berlin 1980 [2. Auflage 1983].
- Als Herausgeber: Chirurgische Ausbildung im 18. Jahrhundert. Matthiesen, Husum 1990 (Abhandlungen zur Geschichte der Medizin und der Naturwissenschaften. Band 57), ISBN 3-7868-4057-1.
- mit Peter Schneck: Geschichte der Medizin. Verlag Gesundheit, Berlin 1990, ISBN 3-333-00465-8.
- Aufsätze zur Medizin- und Wissenschaftsgeschichte. Basiliken-Presse, Marburg 2007, ISBN 978-3-925347-86-3.